# Plankendorp
Plankendorp ist ein kleines Straßendorf im Gebiet der Gemeinde Noord-Beveland in der niederländischen Provinz Zeeland. Das zur Ortschaft Kamperland gehörige Plankendorp besteht aus einer hochgelegenen Häuserzeile auf der Südseite des Stekeldijks (deutsch Stacheldeich), die aus etwa 10 Deichhäusern besteht. Außerdem gehören einige  Bauernhöfe, die unterhalb der Deichnordseite im Kamperlandpolder liegen, mit dazu. Die Namen der einzelnen Höfe unterhalb des Stekeldijks sind (von West nach Ost): Weltevreden, Welgelegen, Camperhoeve, Oud-Campen und Lindenhoeve.
Der Stekeldijk, entlang dessen sich Plankendorp im Wesentlichen erstreckt, wurde im Jahr 1658 errichtet, als der Kamperlandpolder eingedeicht wurde.

## Bilder

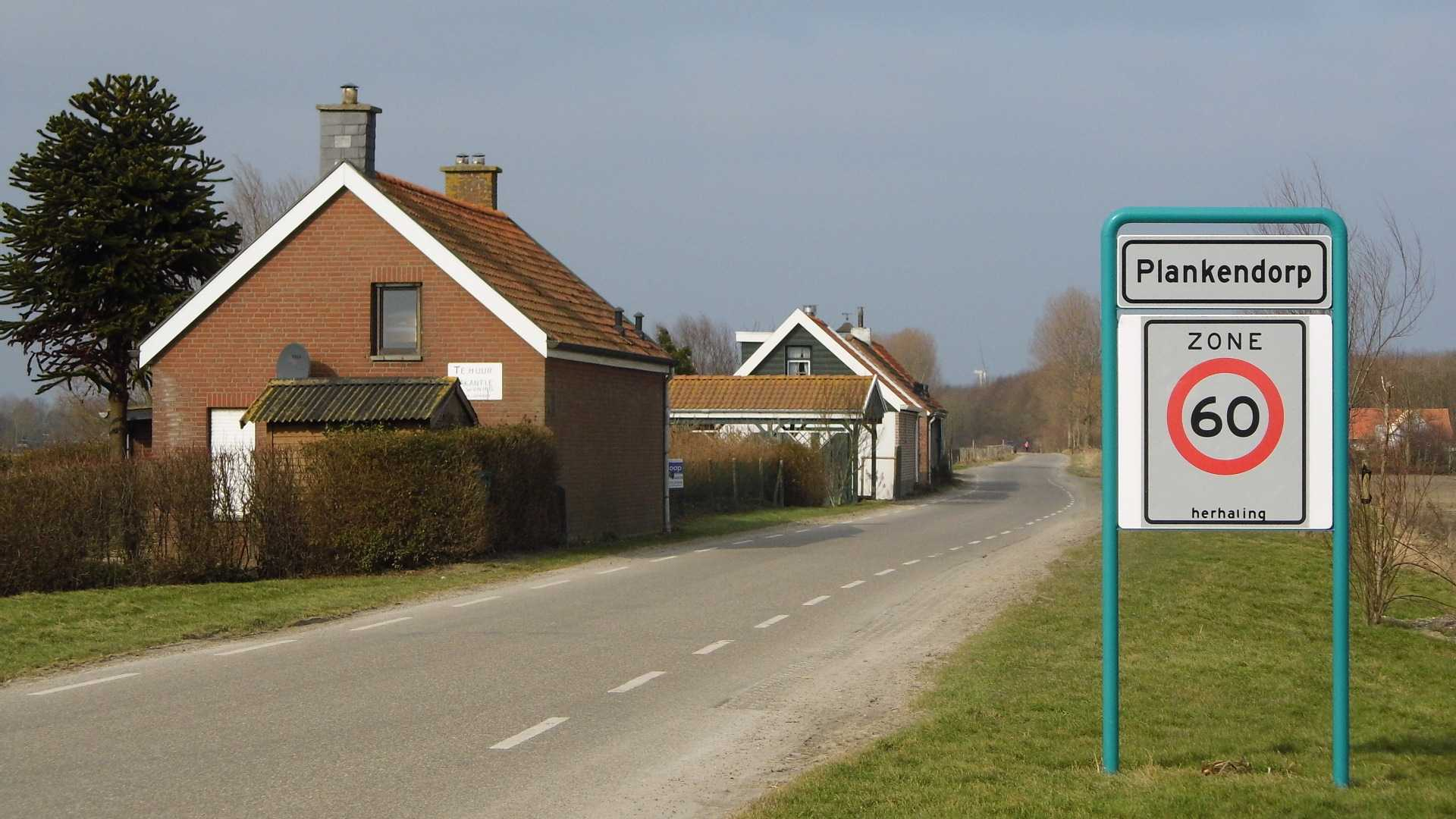
Plankendorp mit Ortstafel
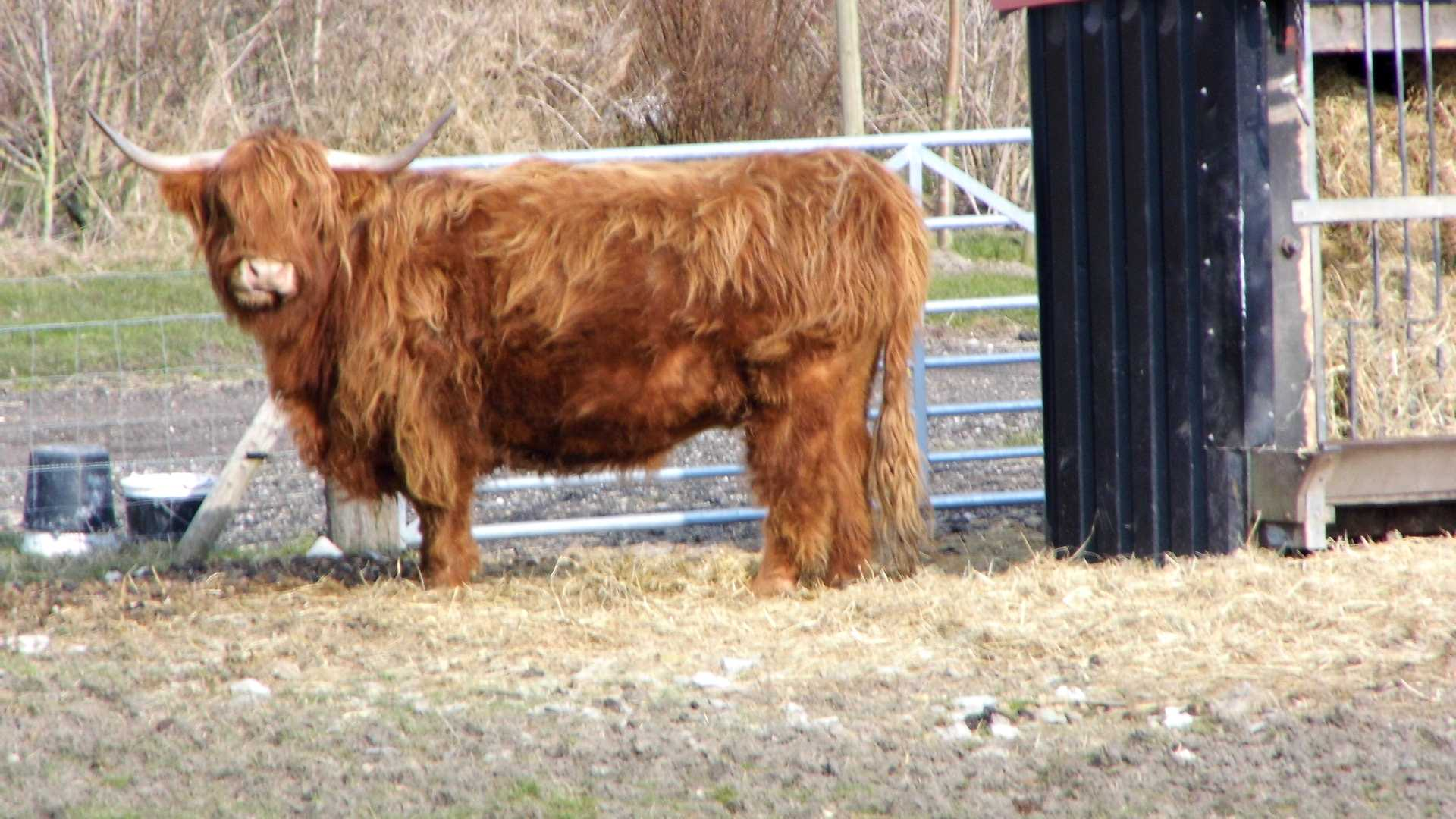
Schottisches Hochlandrind unterhalb des Stekeldijks
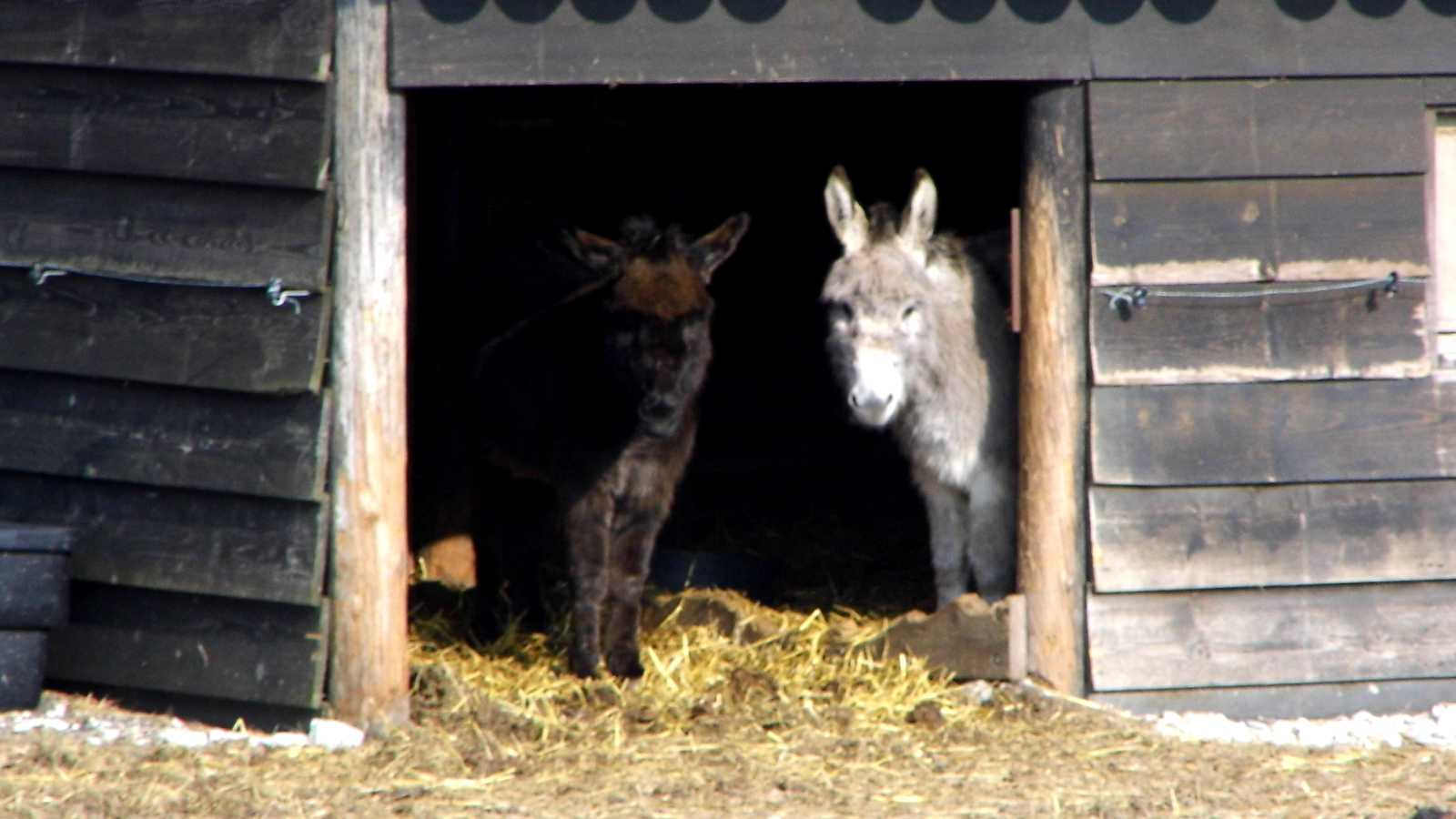
Esel unterhalb des Stekeldijks